# جان کامرون (موسیقی‌دان)
جان کامرون (انگلیسی: John Cameron؛ زادهٔ ۲۰ مارس ۱۹۴۴) یک آهنگ‌ساز اهل بریتانیا است.

## فیلم‌شناسی
- قوش (۱۹۶۹)
- زیبای سیاه (۱۹۷۱)
- طبقه حاکم (۱۹۷۲)
- لمسی از عزت (۱۹۷۳)
- نگهبان شب (۱۹۷۳)
- آفتاب‌سوختگی (۱۹۷۹)
- آینه ترک برداشته (۱۹۸۰)
- مرد پازلی (۱۹۸۴)
- باغ اسرارآمیز (۱۹۸۷)
- فرانکنشتاین (۱۹۹۲)